# Museu Nau Victoria
O Museu Nau Victoria está localizado em Punta Arenas, Chile. Foi aberto ao público desde 1 de Outubro de 2011.

## Objetivo
O objetivo do Museu é mostrar réplicas de navios que têm contribuído para a descoberta da área, a colonização do território, ou que têm importância histórica especial para a Região de Magalhães, Chile.

## Réplicas
Hoje, o museu abriga réplicas de dois navios:
- O Nau Victoria, comandado por Fernão de Magalhães foi o primeiro navio a circunavegar o globo. Participou da descoberta do Chile e foi o primeiro a explorar a região em 1520.

- O  James Caird adaptada de Harry McNish era um navio que navegou a partir da Ilha Elefante a Geórgia do Sul para a proeza de Ernest Shackleton em 1916.

- HMS Beagle